# Jürgen Jäger (Gartenbauingenieur)
Jürgen Jäger (* 28. Mai 1935 in Lauter, Amtshauptmannschaft Schwarzenberg) ist ein deutscher Gartenbauingenieur und Gartendirektor in Weimar.

## Leben und Wirken
Jäger wurde im sächsischen Erzgebirge geboren. Von 1951 bis 1954 absolvierte er in der städtischen Gärtnerei in Markneukirchen eine Lehre als Gärtner für Zierpflanzenbau, Gemüsebau und Friedhofspflege. Danach folgte noch ein Jahr Ausbildung in einer Baumschule in Berga an der Elster und dann noch ein Jahr in der Gartenanlage und -pflege in Leipzig. Ab 1956 absolvierte er ein Fachschulstudium in der Fachrichtung Garten- und Landschaftsgestaltung in Erfurt, das er 1958 als Gartenbau-Ingenieur abschloss.
Später, 1975/76 folgte noch ein Hochschulstudium als Architekt, mit dem Abschluss als Diplomingenieur. Jäger war ab September 1966 zunächst als Leiter der Arbeitsgruppe Gärten und Parks in Bad Lauchstädt. Am 1. Januar 1969 wurde er von Helmut Holtzhauer (1912–1973), dem damaligen Generaldirektor der Nationalen Forschungs- und Gedenkstätten der klassischen deutschen Literatur, die seit 2006 Klassik Stiftung Weimar heißt, zum Leiter der Gartendirektion nach Weimar berufen. Zu den vordringlichsten Aufgaben zählten damals die Erforschung, Vermessung, Auslichtung und Nachpflanzung der Bestände. Dabei konnten Jäger und seine Mitarbeiter aus dem Erfahrungsschatz namhafter Gartenkünstler wie Hermann von Pückler-Muskau (1785–1871), Eduard Petzold (1815–1891), Julius Hartwig (1823–1913), seines Namensvetters Hermann Jäger (1823–1913) der wiederum Hofgarteninspektor in Eisenach und Wilhelmsthal war, sowie des Gartenarchitekten Hermann Schüttauf (1890–1967) schöpfen. Der intensive Gedankenaustausch mit KollegInnen in Potsdam, Wörlitz, Cottbus und Bad Muskau half, auch die einst vorhandenen Sichtbeziehungen zu den zahlreichen Parkarchitekturen wiederherzustellen. Das betraf u. a. den Ilmpark in Weimar. Jäger hatte zur Gartendenkmalpflege in der DDR über dreißig Publikationen erarbeitet, die in der Bibliographie im Buch zur Gartendenkmalpflege von Peter Fibich verzeichnet sind. Fibich würdigte die Verdienste Jägers und die Gartendenkmalpflege auch im Text des Buches selbst. Jäger absolvierte zudem zahllose Vorträge und Führungen. Ab 1971 lud er jährlich (mit nur einer witterungsbedingten Ausnahme!) zu einem ausgiebigen Osterspaziergang. An jedem Samstag vor dem Osterfest trafen sich bis zu zweihundert an Natur und Landschaft Interessierte bei nahezu jedem Wind und Wetter um dem Gartendirektor neugierig zu folgen. Der Erfolg war also überwältigend. Nach mehr als vier Jahrzehnten endete  die Ära dieser Osterspaziergänge. Am 30. März 2013 führte der damals fast 78-jährige Gartendirektor i. R. letztmalig durch den von ihm favorisierten Landschaftspark Schloss Ettersburg, bekannt durch den legendären Pücklerschlag. Unter seiner Leitung wurde der 1685 erstmals als Sterngarten bezeichnete Stern im Park an der Ilm nach historischem Vorbild 1969/70 neugestaltet. 1992 gründete er gemeinsam mit Walter Steiner und Manfred Salzmann die „Landeskundliche Exkursionsgruppe Weimar“. Zu seinen zahlreichen Verdiensten zählt nicht zuletzt die Sanierung des Hainturm im Belvederer Forst. Auch die Rekonstruktion des Vorplatzes des Wielandgutes in Ossmannstedt zählt darunter.
Jäger ist wohnhaft in der Marienstraße 17a. Das ist die Hofgärtnerei im Hofgebäude des Liszt-Haus Weimar. Dorothee Ahrendt übernahm 2000 von Jäger die Leitung der Gartendenkmalpflege in Weimar in Trägerschaft der Klassikstiftung Weimar und der Stiftung Thüringer Schlösser und Gärten.

## Ehrungen
Am 28. Mai 2015 pflanzte die Klassikstiftung Weimar im Park Tiefurt, das seit 1998 UNESCO-Welterbe ist, einen durch seine panaschierte Blattfarbe auffallenden Ahornbaum nach. Dessen Vorgänger war durch das Hochwasser vom Frühjahr 2013 zerstört worden. Jürgen Jäger freute diese Art der Ehrung, der von 1969 bis 2000 hatte er die Pflege der historischen Gärten und Parkanlagen in und um Weimar förmlich zu seiner Lebensaufgabe machte. Die ungewöhnliche Art der Ehrung durch die Klassikstiftung Weimar erfolgte anlässlich des 80. Geburtstages ihres Gartendirektors i. R. Jürgen Jäger. Am 28. Mai 2025 ehrte der Landesverband Thüringen der Deutschen Gesellschaft für Gartenkunst und Landschaftskultur (DGGL) Jürgen Jäger gemeinsam mit dem Verein Grüne Wahlverwandtschaften und der Klassik-Stiftung mit
dem Silbernen Lindenblatt 2025.
Die Festveranstaltung fand am 4. Juni 2025 im Kaminzimmer des Weimarer Stadtschlosses statt.